# Promancha
Promancha o La Asociación para el Desarrollo y la Promoción de La Mancha Norte de Ciudad Real es una mancomunidad que gestiona los servicios turísticos de los municipios de Pedro Muñoz, Campo de Criptana, Herencia, Alcázar de San Juan, Tomelloso, Socuéllamos y Arenales de San Gregorio, junto con agentes sociales de estas localidades, estableciéndose a la vez, como una sociedad de desarrollo económico y social de estos municipios.
La Asociación fue constituida el 18 de agosto de 2000 y fue presidida entre 2003 y agosto de 2015 por Ángel Exojo Sánchez-Cruzado por entonces Alcalde de Pedro Muñoz por el partido popular, desde agosto de 2015 la preside José Juan Fernández Zarco, alcalde de Pedro Muñoz por el partido socialista, la asociación dispone de los siguientes órganos de gobierno: la Asamblea General, formada por la totalidad de los socios, la Junta Directiva y el presidente. 
Promancha ha impulsado una serie de importantes proyectos de desarrollo municipal y de iniciativa privada.

## Objetivos
- Mejora de la calidad de vida de los habitantes del territorio que abarca Promancha.
- Dar a conocer el territorio y su patrimonio histórico, etnográfico, natural y cultural.
- Generar turismo con la aplicación de un Plan Estratégico que defina la calidad del territorio y por medio de la ampliación y mejora de las infraestructuras.
- Fomentar el empleo, la integración laboral de la mujer y la creación de un tejido empresarial desarrollado.
- Aumentar la calidad de las producciones agrarias, orientándolas a una modernización y diversificación del sector.